# Qara Iskander
Qara Iskander ibn Yusuf (* im 14. Jahrhundert; † 1438) regierte die Qara Qoyunlu von 1420 bis 1436. Seine Kämpfe mit dem Timuridenherrscher Schāh Ruch zeigten zwar seine Führerqualitäten, aber er konnte das Erbe seines Vaters Qara Yusuf nicht bewahren, so dass während seiner Herrschaft der Niedergang und die Schwächung der Qara Qoyunlu begannen.

## Die Nachfolgekrise
Nach Qara Yusufs Tod 1420 brach unter seinen Söhnen Ispend, Qara Iskander, Dschahan Schah und Abu Sa’id der Streit um die Nachfolge aus. Der Stamm der Sa’dlu, einer der wichtigen Unterstämme der Qara Qoyunlu, erklärte Ispend zum neuen Führer. Abu Sa’id musste fliehen und Dschahan Schah ging nach Bagdad. Qara Iskander und Ispend bekämpften und besiegten gemeinsam die im Westen einfallenden Aq Qoyunlu.

## Timuridische Invasionen
Der Timuride Schāh Ruch nutzte die Schwäche der Qara Qoyunlu zu einem Einfall. Er überquerte den Aras und besiegte die Truppen Qara Iskanders und Ispends in einer Schlacht bei Yahsi am 28./29. Juli 1421. Er eroberte rasch Aserbaidschan und Armenien, zog sich aber wieder nach Chorasan zurück. Zu diesem Zeitpunkt eroberte Ispend Täbris zurück. Doch Qara Iskander folgte ihm und bekämpfte ihn. Er nahm die Stadt ein und etablierte sich als Herrscher der Qara Qoyunlu. 1429 kehrte Schāh Ruch zurück, besetzte Täbris und installierte den Prinzen Abu Sa’id als seinen Vasallen. Dennoch eroberte Qara Iskander Täbris zwei Jahre später erneut und ließ Abu Sa’id hinrichten.

## Dschahan Schah verdrängt Qara Iskander
Im Jahre 1436 setzte Schāh Ruch wieder einen timuridischen Gouverneur in Täbris ein, diesmal Qara Iskanders Bruder Dschahan Schah. Qara Iskander marschierte auf Täbris, wurde aber von Dschahan Schah bei Sufiyan nördlich der Stadt besiegt und von einigen seiner Emire hintergangen. Daraufhin floh er und suchte Schutz in der Burg Alincak. Dschahan Schah belagerte die Burg und während der Belagerung wurde Qara Iskander durch seinen eigenen Sohn Schah Qubad ermordet.
| Vorgänger  | Amt                                      | Nachfolger     |
| ---------- | ---------------------------------------- | -------------- |
| Qara Yusuf | Herrscher der Qara Qoyunlu ca. 1420–1436 | Dschahan Schah |

| Personendaten    | Personendaten              |
| ---------------- | -------------------------- |
| NAME             | Qara Iskander              |
| ALTERNATIVNAMEN  | Qara Iskander ibn Yusuf    |
| KURZBESCHREIBUNG | Herrscher der Qara Qoyunlu |
| GEBURTSDATUM     | 14. Jahrhundert            |
| STERBEDATUM      | 1438                       |
| STERBEORT        | Burg Alincak               |